# Сијенитпорфир
Сијенитпорфир је интермедијарна магматска стена, ашистни жични еквивалент сијенита. Настаје кристализацијом интермедијарне магме у пукотинама у Земљиној кори.
Минерали који изграђују сијенитпорфир су:
- алкални фелдспат: ортоклас или микроклин,
- бојени минерал: амфибол, биотит, аугит.

Структура сијенитпорфира је порфироидна, са крупним зрнима алкалног фелдспата. Текстура је масивна.